# آبشار کاتاراکت
آبشار کاتاراکت (به انگلیسی: Cataract Falls) آبشاری است که در ایندیانا واقع شده و ارتفاع کلی ریزشگاه آن ۴۵ فوت (۱۴ متر) Upper Falls
۳۰ فوت (۹٫۱ متر) Lower Falls است.